# L'Effet C'Est Moi
L'Effet C'Est Moi è il progetto musicale Martial industrial e Dark ambient dell'Italiano Emanuele Buresta. Sono particolarmente evidenti nella sua musica, influenze e suggestioni tipiche della Musica sinfonica.

## Storia del progetto
Emanuele Buresta inaugura il suo progetto musicale L'Effet C'Est Moi nel 2005, dopo aver militato per qualche anno nel gruppo death metal Morkal .
Nel 2006 esce per la forart il suo primo album dal titolo Tomber En Héros, successivamente ristampato dall'etichetta polacca War Office Propaganda.
Nel 2008 esce per la tedesca SkullLine il secondo album di L'Effet C'Est Moi dal titolo Les Voix De L' Apocalypse, che vide nel 2009 una ristampa per l'etichetta cinese Midnight-Productions.
Nel 2010 partecipa, con un brano composto assieme a Federico Flamini dei Der Feuerkreiner, alla compilazione Sturmreif: The New Underground Of Military Pop curata dall'etichetta tedesca Castellum Stoufenburc.
Nel 2011 L'Effet C'Est Moi pubblica, sempre per la SkullLine Genius Loci.
Nel 2012 l'etichetta polacca Rage In Eden, pubblica il suo quarto album dal titolo Il Sole A Mezzanotte.

## Produzioni

### Album
- 2006 - Tomber En Héros (CD, Forart)
- 2008 - Les Voix De L' Apocalypse (CD, SkullLine)
- 2011 - Genius Loci (CD, SkullLine)
- 2012 - Il Sole A Mezzanotte (CD, Rage In Eden)
- 2015 - En Guerre Avec Amour (CD, Old Europa Cafe)
- 2017 - Iside Panthea (LP, Steinklang Industries)

### DVD & Video
- 2010 - Rite Nacht - puddlicato in 5th Anniversary - 5 Jahre SkullLine (DVDr, SkullLine)

### Compilation
- 2006 - Honi Soit Qui Mal Y Pense - con il brano Croulent Les Bataillons Dans Le Feu (39xMP3, Neo-Folk.it)
- 2007 - Heiliges Licht - Friendship Is Everything - con il brano Untitled (CDr, Kaos Ex Machina Promotions)
- 2007 - Lupinaria Col Morto - con il brano Ritual De Sexe  (3xCDr, VDC)
- 2007 - Parole In Libertà - con il brano La Battaglia Di Adrianopoli (CDr, Creative Fields Rec.)
- 2008 - In The Sign Of The Runes - con il brano La Battaglia Di Adrianopoli (2xCDr, SkullLine)
- 2008 - Nikolaevka - con il brano Bellica Virtus In Itinere (CD, Palace Of Worms)
- 2010 - Andre Zeiten - con il brano Ascensione (2xCDr, SkullLine)
- 2010 - Sturmreif: The New Underground Of Military Pop - con il brano Draußen Im Weiten Krieg (Feat. Frederico Flamini) (CD, Castellum Stoufenburc)
- 2012 - SkullLine Compilation - Best Of 7 Years - con il brano Runes Of Victory (CD, SkullLine)